# Nykøbing-Rørvig Kommune
Nykøbing-Rørvig Kommune i Vestsjællands Amt blev dannet ved kommunalreformen i 1970. Ved strukturreformen i 2007 indgik den i Odsherred Kommune sammen med Dragsholm Kommune og Trundholm Kommune.

## Tidligere kommuner
Nykøbing Sjælland havde været købstad, men det begreb mistede sin betydning ved kommunalreformen, hvor købstaden blev lagt sammen med Rørvig, der var en sognekommune:
| Kommune           | Folketal 1. januar 1970 | Byer                                    |
| ----------------- | ----------------------- | --------------------------------------- |
| Nykøbing Sjælland | 4.890                   | Nykøbing Sjælland, Moseby og Øster Lyng |
| Rørvig            | 961                     | Rørvig                                  |
| I alt             | 5.851                   |                                         |

Hertil kom dele af 3 ejerlav i Højby Sogn, der i øvrigt kom til Trundholm Kommune.

## Sogne
Nykøbing-Rørvig Kommune bestod af følgende sogne, begge fra Odsherred:
- Nykøbing Sj Sogn
- Rørvig Sogn

## Borgmestre[3]
| Navn             | Parti             | Start | Slut |
| ---------------- | ----------------- | ----- | ---- |
| Hans Jørgensen   | Socialdemokratiet | 1970  | 1974 |
| Henry Jakobsen   | Venstre           | 1974  | 1981 |
| Bent S. Jensen   | Socialdemokratiet | 1982  | 1993 |
| Søren Pallesen   | Venstre           | 1994  | 1997 |
| Vagn Ytte Larsen | Socialdemokratiet | 1998  | 2006 |